# Émile Viollat
Émile Ernest Viollat (Combloux, 19 giugno 1937 – Passy, 7 agosto 2012) è stato uno sciatore alpino francese.

## Biografia
Sciatore polivalente con maggior propensione alla discesa libera, Émile Viollat debuttò in campo internazionale in occasione del trofeo Arlberg-Kandahar 1955 (Mürren, 11-13 marzo), dove si classificò 49º nella discesa libera; nel 1958 si piazzò 2º nel Gornergrat Derby (Zermatt, 16 marzo) e nel 1961 fu 3º nella discesa libera della Coppa Grischa (Sankt Moritz, 3 marzo) e vinse quella dell'Otto Furrer Memorial (Zermatt, 17-19 marzo).
Ai Mondiali di Chamonix 1962, sua unica presenza iridata, vinse la medaglia d'argento nella discesa libera, la sola gara nella quale prese il via; l'anno dopo si classificò 2º sia nella discesa libera del trofeo del Lauberhorn (Wengen, 12-13 gennaio), sia nel Gornergrat Derby (Zermatt, 13 marzo). Le sue ultime gare internazionali furono le due discese libere della 3-Tre 1964 (Madonna di Campiglio, 18-19 gennaio); non prese parte a rassegne olimpiche.

## Palmarès

### Mondiali
- 1 medaglia:
  - 1 argento (discesa libera a Chamonix 1962)

### Classiche
Otto Furrer Memorial
- 1 vittoria (discesa libera a Zermatt 1961)